# Leça FC
Der Leça Futebol Clube ist ein Sportverein aus Leça da Palmeira, einer Stadtgemeinde der portugiesischen Stadt Matosinhos (Distrikt Porto). Der Verein wurde am 21. März 1912 gegründet.

## Geschichte
Der Verein spielte insgesamt vier Mal in der Primeira Liga. Erstmals in der Saison 1941/42, als der Verein Tabellenletzter wurde. In den nächsten Jahren spielte der Verein vor allem in der zweiten oder dritten Liga.
1993 schaffte der Verein den Aufstieg in die Liga de Honra. Zwei Jahre später stieg der Leça FC nach 53 Jahren wieder in die Primeira Liga auf. Nach drei Saisonen musste der Verein nach Korruptionsfällen 1998 in die Liga de Honra zwangsabsteigen. 2012 musste der Abstieg aus dem Campeonato de Portugal, der vierthöchsten Spielklasse, in die Distriktmeisterschaft von Porto hingenommen werden.
Seine Heimspiele trägt der Club im vereinseigenen Estádio do Leça FC aus.

## Abteilungen
Neben der Fußballabteilung betreibt der Verein auch eine Billardabteilung.

## Erfolge/Titel
- Meister der Zweiten Portugiesischen Liga: 1994/95